# Lista över amaryllisväxternas släkten
Detta är en lista över släkten i familjen amaryllisväxter (Amaryllidaceae) alfabetiskt ordnad efter de vetenskapliga namnen.

## A
| Vetenskapligt namn | Auktor | Svenskt namn        | Källa | Bild                 |
| ------------------ | ------ | ------------------- | ----- | -------------------- |
| Amaryllis          | L.     | kapamaryllissläktet | SKUD  | Amaryllis belladonna |
| Ammocharis         | Herb.  |                     | IPNI  |                      |
| Apodolirion        | Baker  |                     | IPNI  |                      |

## B
| Vetenskapligt namn | Auktor                            | Svenskt namn      | Källa | Bild |
| ------------------ | --------------------------------- | ----------------- | ----- | ---- |
| Bokkeveldia        | D.Müll.-Doblies & U.Müll.-Doblies |                   | IPNI  |      |
| Boophone           | Herb.                             |                   | IPNI  |      |
| Bravoa             | Lex.                              |                   | IPNI  |      |
| Brunsvigia         | Heist.                            | Brunsvigiasläktet | SKUD  |      |

## C
| Vetenskapligt namn | Auktor                  | Svenskt namn           | Källa | Bild                |
| ------------------ | ----------------------- | ---------------------- | ----- | ------------------- |
| Caliphruria        | Herb.                   |                        | IPNI  |                     |
| Calostemma         | R.Br.                   |                        | IPNI  |                     |
| Carpolyza          | Salisb.                 |                        | IPNI  |                     |
| Chlidanthus        | Herb.                   | klenodliljesläktet     | SKUD  |                     |
| Choananthus        | Rendle                  |                        | IPNI  |                     |
| Clivia             | Lindl.                  | mönjeliljesläktet      | SKUD  | Clivia miniata      |
| Cooperia           | Herb.                   |                        | IPNI  |                     |
| Crinum             | L.                      | krinumsläktet          | SKUD  | Crinum purpurascens |
| Cryptostephanus    | Welw. ex Baker          |                        | IPNI  |                     |
| Cybistetes         | Milne-Redh. & Schweick. |                        | IPNI  |                     |
| Cyrtanthus         | Aiton                   | hottentottliljesläktet | SKUD  | Cyrtanthus sp       |

## E
| Vetenskapligt namn | Auktor           | Svenskt namn       | Källa | Bild             |
| ------------------ | ---------------- | ------------------ | ----- | ---------------- |
| Eucharis           | Planch. & Linden | amazonliljesläktet | SKUD  | Eucharis candida |
| Eucrosia           | Ker Gawl.        |                    | IPNI  |                  |
| Eustephia          | Cav.             |                    | IPNI  |                  |

## G
| Vetenskapligt namn | Auktor      | Svenskt namn    | Källa | Bild              |
| ------------------ | ----------- | --------------- | ----- | ----------------- |
| Galanthus          | L.          | snödroppsläktet | NRM   | Galanthus nivalis |
| Gemmaria           | Salisb.     |                 | IPNI  |                   |
| Gethyllis          | Plum. ex L. |                 | IPNI  |                   |
| Griffinia          | Ker Gawl.   |                 | IPNI  |                   |

## H
| Vetenskapligt namn | Auktor               | Svenskt namn        | Källa | Bild                    |  |
| ------------------ | -------------------- | ------------------- | ----- | ----------------------- |  |
| Habranthus         | Herb.                | väpnarliljesläktet  |       | SKUD                    |  |
| Haemanthus         | L.                   | skärmliljesläktet   | SKUD  |                         |  |
| Hannonia           | Braun-Blanq. & Maire |                     | IPNI  |                         |  |
| Hessea             | Berg. ex Schltdl.    |                     | IPNI  |                         |  |
| Hieronymiella      | Pax                  |                     | IPNI  |                         |  |
| Hippeastrum        | Herb.                | amaryllissläktet    | NRM   | Hippeastrum vittatum    |  |
| Hymenocallis       | Salisb.              | spindelliljesläktet | SKUD  | Hymenocallis littoralis |  |

## I
| Vetenskapligt namn    | Auktor | Svenskt namn | Källa | Bild |
| --------------------- | ------ | ------------ | ----- | ---- |
| Ismene → Hymenocallis |        |              |       |      |

## L
| Vetenskapligt namn | Auktor | Svenskt namn       | Källa | Bild            |
| ------------------ | ------ | ------------------ | ----- | --------------- |
| Lapiedra           | Lag.   |                    | IPNI  |                 |
| Leptochiton        | Sealy  |                    | IPNI  |                 |
| Leucojum           | L.     | snöklockosläktet   | NRM   | Leucojum vernum |
| Lycoris            | Herb.  | tempelliljesläktet | SKUD  | Lycoris radiata |

## N
| Vetenskapligt namn | Auktor                            | Svenskt namn  | Källa | Bild               |
| ------------------ | --------------------------------- | ------------- | ----- | ------------------ |
| Namaquanula        | D.Müll.-Doblies & U.Müll.-Doblies |               | IPNI  |                    |
| Narcissus          | L.                                | narcissläktet | NRM   | Narcissus poeticus |
| Nerine             | Herb.                             | nerinesläktet | SKUD  | Nerine bowdenii    |

## P
| Vetenskapligt namn | Auktor  | Svenskt namn       | Källa | Bild                 |
| ------------------ | ------- | ------------------ | ----- | -------------------- |
| Pamianthe          | Stapf   |                    | IPNI  |                      |
| Pancratium         | L.      | strandliljesläktet | SKUD  | Pancratium maritimum |
| Paramongaia        | Velarde |                    | IPNI  |                      |
| Phaedranassa       | Herb.   |                    | IPNI  |                      |
| Phycella           | Lindl.  |                    | IPNI  |                      |
| Placea             | Miers   |                    | IPNI  |                      |
| Proiphys           | Herb.   |                    | IPNI  |                      |
| Pucara             | Ravenna |                    | IPNI  |                      |
| Pyrolirion         | Herb.   |                    | IPNI  |                      |

## R
| Vetenskapligt namn | Auktor  | Svenskt namn | Källa | Bild |
| ------------------ | ------- | ------------ | ----- | ---- |
| Rauhia             | Traub   |              | IPNI  |      |
| Rhodophiala        | C.Presl |              | IPNI  |      |

## S
| Vetenskapligt namn | Auktor         | Svenskt namn       | Källa | Bild                  |
| ------------------ | -------------- | ------------------ | ----- | --------------------- |
| Scadoxus           | Raf.           | bolliljesläktet    | SKUD  | Scadoxus cinnabarinus |
| Sprekelia          | Heist.         | jakobsliljesläktet | SKUD  |                       |
| Stenomesson        | Herb.          |                    | IPNI  |                       |
| Sternbergia        | Waldst. & Kit. | krokusliljesläktet | SKUD  | Sternbergia lutea     |
| Strumaria          | Jacq.          |                    | IPNI  |                       |

## T
| Vetenskapligt namn | Auktor                            | Svenskt namn | Källa | Bild |
| ------------------ | --------------------------------- | ------------ | ----- | ---- |
| Tapeinanthus       | Herb.                             |              | IPNI  |      |
| Tedingea           | D.Müll.-Doblies & U.Müll.-Doblies |              | IPNI  |      |
| Traubia            | Moldenke                          |              | IPNI  |      |

## U
| Vetenskapligt namn | Auktor | Svenskt namn | Källa | Bild                  |
| ------------------ | ------ | ------------ | ----- | --------------------- |
| Ungernia           | Bunge  |              | IPNI  |                       |
| Urceolina          | Rchb.  |              | SKUD  | Urceolina grandiflora |

## V
| Vetenskapligt namn   | Auktor | Svenskt namn | Källa | Bild |
| -------------------- | ------ | ------------ | ----- | ---- |
| Vagaria              | Herb.  |              | IPNI  |      |
| Vallota → Cyrtanthus |        |              |       |      |

## W
| Vetenskapligt namn | Auktor | Svenskt namn | Källa | Bild |
| ------------------ | ------ | ------------ | ----- | ---- |
| Worsleya           | Traub  |              | IPNI  |      |

## Z
| Vetenskapligt namn | Auktor | Svenskt namn      | Källa | Bild                 |
| ------------------ | ------ | ----------------- | ----- | -------------------- |
| Zephyranthes       | Herb.  | sefyrliljesläktet | SKUD  | Zephyranthes candida |

## Auktorkällor
- IPNI - International Plant Names Index
- NRM - Naturhistoriska riksmuseets checklista
- SKUD - Svensk kulturväxtdatabas